# Kakao M
Kakao M (en hangul, 카카오M; anteriormente Seoul Records, YBM Seoul Records y LOEN Entertainment) fue una empresa de entretenimiento, medios de comunicación y publicaciones de Corea del Sur fundada en 1978. Filial de la empresa de Internet Kakao, en 2021 se fusionó con KakaoPage para crear una nueva compañía, Kakao Entertainment.[cita requerida]

## Historia
La compañía fue fundada como una filial de YBM Sisa, cuya actividad principal fue la creación de cintas de aprendizaje de idiomas, en el año 1978 por Min Yeong-bin. En 1982, la empresa fue registrada oficialmente y en 1984 se inició la distribución y la producción de clásico y tradicional discos de música.
Seúl Los registros se registró como capital de riesgo compañía en 1999 y comenzó a vender discos a la vez que opera un sitio de compras por Internet. En 2000, la compañía cambió su nombre a YBM Seúl Registros y comenzó a vender acciones en KOSDAQ. La compañía luego pasar a ser parte de la Federación Internacional de la Industria Fonográfica en 2003. conglomerado coreano SK Telecom compró el 60 por ciento de la compañía en 2005, por lo que el mayor accionista de la compañía. YBM Seúl registros también se convirtió en una parte de SK Group como resultado. A partir de 2008, Seúl Records ha sido conocido por su nombre actual, LOEN Entertainment.
LOEN fue puesto a cargo del servicio de distribución de música en línea de SK Telecom, que opera MelOn , en 2009. MelOn es actualmente el sitio en línea de las ventas de música más usado en Corea del Sur.
En 2012, la compañía firmó un acuerdo con la multitud de fuentes de televisión por internet y el sitio web de películas y series Viki, para ofrecer vídeos musicales, clips de entrevistas, conciertos, etc. de sus artistas como IU, Brown Eyed Girls y Drunken Tiger.
El 18 de julio de 2013, Affinity Equity Partners, a través de su filial estrella Invest Holdings Ltd., compró 52,56 por ciento de las acciones de Loen. SK Group ahora posee sólo el 15 por ciento después de que el acuerdo con AEP.
El 18 de diciembre de 2013, LOEN adquirió el 70% de las acciones en Starship Entertainment, por lo que es como una filial independiente de LOEN.
El 11 de enero de 2016, LOEN fue adquirido por Kakao Corporation.
LOEN adquirió el 70% de las acciones de A Cube Entertainment (renombrada como Plan A Entertainment), sello de A Pink, Victon y Huh Gak

## Negocios
Online cuenta las ventas de música para la mayor parte de las ganancias de la empresa, con el 93,9% de los ingresos procedentes de las ventas de música en línea. La etiqueta también distribuye CD de algunas otras agencias de entretenimiento en Corea del Sur a través de su sucursal 1THEK, pero menos del 5% de los ingresos se hace de ellos.

## Nombre de la empresa
El nombre de LOEN significa
- Live On Entertainment Networks
- LOve + ENtertainment

## Divisiones

### MelOn Biz
Se refiere a MelOn , el servicio de música en línea (OMS) operado por LOEN. El nombre MelOn significa "melody on". 

MelOn es el OMS más populares en Corea del Sur con un 59 por ciento (2,3 millones) de todos los usuarios de OMS a partir de noviembre de 2013. 

Soompi clasificado MelOn como la tercera entidad más influyente en el K-pop industria. 

### Contents Biz
Anteriormente conocido como LOEN música , se convirtió en 1theK de febrero de 2014.

Es el brazo de producción de contenidos de Loen, encargado de asistir a las agencias con la producción de sus álbumes - ya sea inversión en efectivo, la producción de CD, distribución álbum y todo lo necesario para conseguir un álbum desde la cabina de grabación en los estantes. 

Según Loen, "que distribuye más de 300 títulos al año y trabaja con agencias capaces de descubrir buenos discos e invertir en la producción de contenidos de música. "

### Artist Biz
Este es el brazo de gestión artista interno de Loen, también conocida como LOEN artista . Tiene dos subdivisiones, LOEN TREE y Collabodadi . 
Starship Entertainment ahora también pertenece a esta división.

## Premios
- 2011: Digital Chosun Ilbo Awards: Most Trusted Brand (Online Music Service) (MelOn)
- 2011: App Awards Korea: Best Entertainment Application (MelOn)
- 2012: Digital Chosun Ilbo Awards: Most Trusted Brand (Online Music Service) (MelOn)
- 2013: Korean Digital Business Innovation Awards Grand Prize (Digital Contents)
- 2013: Gaon Chart K-Pop Awards: Music Distribution (Online)

## Lista Actual de Artistas de música

### Grupos
| Debut | Grupo         | Género | Miembros                                                                                              | Líder        | Estado | Fanclub | Color Oficial                                      |
| ----- | ------------- | ------ | --- | ------------ | ------ | ------- | -------------------------------------------------- |
| 1994  | TOY           | M      | Yoo Hee Yeol                                                                                          | Yoo Hee Yeol | Activo | -       | -                                                  |
| 2003  | Peppertones   | M      | Sayo y Noshel                                                                                         | Sayo         | Activo | -       | -                                                  |
| 2003  | Big Mama      | F      | Lee Young Hyun, Lee Ji Young, Shin Yeon Ah y Park Min Hye                                             | -            | Activo | -       | -                                                  |
| 2009  | SC Yun's Trio | M      | Yoon Seok Cheol, Sang E Jung y Kim Young Jin                                                          | -            | Hiatus | -       | -                                                  |
| 2011  | Apink         | F      | Cho Rong ,Bo Mi ,Eun Ji ,Na Eun ,Nam Joo y Ha Young                                                   | Cho Rong     | Activo | Panda   | Rosado Fresa                                       |
| 2015  | MONSTA X      | M      | Shownu, Minhyuk, Kihyun, Hyungwon, Joohoney y I.M                                                     | Shownu       | Activo | MONBEBE | Pantone 2221, Pantone Dark Blue C y Pantone 2405 C |
| 2016  | Cosmic Girls  | F      | Seola, Xuanyi, Bona, Exy, Soobin, Luda, Dawon, Eunseo, Cheng Xiao, Meiqi, Yeoreum, Dayoung y Yeonjung | EXY          | Activo | Ujung   | Rosa Salmón, Azul Oscuro y Gris Perla              |
| 2016  | VICTON        | M      | Seung Woo, Seung Sik, Se Jun, Han Se, Byung Chan y Su Bin                                             | Seung Sik    | Activo | Alice   | Azul coral y Amarillo ardiente                     |
| 2017  | DUETTO        | M      | In Tae Paek y Seul Gi Yoon                                                                            | -            | Activo | -       | -                                                  |
| 2017  | MIND U        | M      | Kim Jae Hee y Godak                                                                                   | -            | Activo | -       | -                                                  |
| 2017  | THE BOYZ      | M      | Sang Yeon, Jacob, Young Hoon, Hyun Jae, Ju Yeon, Kevin, New, Q, Ju Hak Nyeon, Sun Woo y Eric          | Sang Yeon    | Activo | THE B   | -                                                  |
| 2020  | Bandage       | M      | Lee Chan-sol, Kang Kyoung-yoon, Shin Hyun-bin y Lim Hyeong-bin                                        | -            | Activo | -       | -                                                  |
| 2020  | Weeekly       | F      | Lee Soo Jin, Shin Ji Yoon, Monday, Park So Eun, Lee Jae Hee, Ji Han y Zoa                             | Lee Soo Jin  | Activo | Daileee | -                                                  |
| 2020  | CRAVITY       | M      | Serim, Allen, Jungmo, Woobin, Wonjin, Minhee, Hyeongjun, Taeyoung y Seongmin                          | Serim        | Activo | LUVITY  | -                                                  |
| 2020  | STAYC         | F      | Sumin, Sieun, Isa, Seeun, Yoon y J                                                                    | Su Min       | Activo | SWITH   | -                                                  |
| 2021  | JUST B        | M      | Geonu, Bain, Lim Ji-min, JM, DY y Sangwoo                                                             | Lim Ji-min   | Activo | ONLY B  | -                                                  |

### Solistas
| Debut | Artista         | Género | Estado |
| ----- | --------------- | ------ | ------ |
| 2008  | IU (Lee Ji Eun) | F      | Activo |
| 2009  | Lee Young Hyun  | F      | Activo |
| 2010  | Lee Ji Young    | F      | Hiatus |
| 2011  | Shin Yeon Ah    | F      | Hiatus |
| 2014  | Park Min Hye    | F      | Hiatus |
| 2016  | Jung Eun Ji     | F      | Activo |
| 2018  | Risabae         | F      | Hiatus |
| 2018  | Lee Chan Sol    | M      | Hiatus |
| 2019  | Oh Ha Young     | F      | Hiatus |
| 2020  | Han Seung-woo   | M      | Activo |
| 2020  | Kim Nam Joo     | F      | Hiatus |
| 2021  | Do Han-se       | M      | Activo |

## Empresas Distribuidas
- AOMG (Junto a CJ E & M)
- AYIN Holdings
- Amoeba Culture
- Blueprint Music
- Brand New Music
- Brave Entertainment
- C-JeS Entertainment
- CS Happy Entertainment
- Caesars Media
- Choeun Entertainment
- Clef Crew
- Concert World
- Crescendo Music
- Cube DC
- DI Entertainment
- DIMA Entertainment
- DSP Media
- Deulgeukhwa Company
- Drug Records
- Eru Entertainment
- Evolution Music
- GH Entertainment
- GNG Production
- Good Fellas Entertainment
- H2 Media (formado H2 Entertainment)
- HMG Entertainment
- Happy Face Entertainment
- Hook Entertainment
- Hoyaspotainment
- Hunus Creative
- iHQ (junto a Universal Music Korea)
- IMX Korea
- Imaginian
- JJ Holic Media
- JTM Entertainment
- Jacyhan International
- Jin-ah Entertainment
- KBS Media (for Immortal Song 2)
- Kairos Enterprise
- KeyEast
- Kiroy Company
- Koen Group
- Leessang Company
- Maroo Entertainment
- Music&NEW
- Playground Label
- Music Cube Inc.
- Music Farm
- Mystic89 (con CJ E&M Music and Live)
- APop Entertainment
- NAP Entertainment
- NH Media
- Naeum Entertainment
- Nastar Entertainment
- Nega Network
- Nextar Entertainment
- IST Entertainment
- Polaris Entertainment (con CJ E&M Music and Live)
- Poom Entertainment
- Pure Entertainment
- Quan Entertainment
- SBS Contents Hub
- Sniper Sound
- sidusHQ
- Soul Family Productions
- Soul Shop Entertainment
- Star Empire Entertainment
- Stardom Entertainment
- Starhaus Entertainment
- TOP Media
- TS Entertainment
- Ulala Company
- Viewga Entertainment
- Wellmade Yedang
- Cashmere Records
- Double Kick Entertainment
- Dream Tea Entertainment
- Show21
- Yedang Company
- Winning In-Sight Entertainment
- WinOne Entertainment
- Woollim Label
- YNB Entertainment

- Datos: Q625975
- Multimedia: Kakao Entertainment / Q625975